# Вон, Герберт Миллингхамп
Герберт Миллингхамп Вон (англ. Herbert Millingchamp Vaughan; 27 июля 1870 года, Пенморфа , Кардиганшир — 31 июля 1948 года, Тенби, Пембрукшир) — валлийский писатель, историк и библиограф.

## Биография
Получив образование в Клифтон-колледже, поступил в Кэбл-колледж Оксфордского университета, где получил степень магистра искусств. Семейное богатство позволило ему посвятить жизнь творчеству и изучению истории и литературы. С 1899 по 1910 год жил в Италии, в основном в Неаполе и Флоренции, писал об истории и топографии Италии, а также написал свою первую книгу The Last of the Royal Stuarts (1906), биографию Генриха Бенедикта Стюарта, кардинала герцога Йоркского. В 1912—1913 годах Вон путешествовал по Австралии и написал книгу An Australasian Wander Year (1914).
В 1916 году он был назначен верховным шерифом Кардиганшира. Во время Первой мировой войны жил в Плас-Ллангойдмор, работал в комитетах, поддерживающих британскую армию. Написал два фантастических романа: Meleager: A Fantasy (1916) в жанре евгенической антиутопии и The Dial of Ahaz (1917), в котором действие разворачивается во вселенной со множеством версий Земли.
В 1924 году Вон переехал в Тенби, где написал The South Wales Squires (1926). Печатался в изданиях West Wales Historical Records: The Annual Magazine of the Historical Society of West Wales, Journal of the Welsh Bibliographical Society, Western Mail, Welsh Outlook, некоторых лондонских журналах, подготовил статьи для 11-го издания «Британской энциклопедии» (1911). В частном порядке опубликовал сборник рассказов в жанре фэнтези Nepheloccygia: or Letters from Paradise" (1929).
С 1916 по 1948 года сотрудничал с Национальной библиотекой Уэльса, председательствовал в нескольких комитетах и оказывал библиотеке материальную помощь. Вон передал в библиотеку восточные рукописи, собранные в Индии его прадедом, Бенджамином Миллингхампом.